# Dubičná
Dubičná je malá vesnice, část města Úštěku v okrese Litoměřice. Nachází se asi 2,5 kilometru severně od Úštěku. Prochází tudy železniční trať Lovosice – Česká Lípa. Dubičná je také název katastrálního území o rozloze 2,83 km².

## Historie
První písemná zmínka o vesnici pochází z roku 1452.

## Obyvatelstvo
Při sčítání lidu v roce 1921 zde žilo 206 obyvatel (z toho 96 mužů) německé národnosti, z nichž bylo deset evangelíků a 196 římských katolíků. Podle sčítání lidu z roku 1930 měla vesnice 239 obyvatel: 26 Čechoslováků, 212 Němců a jednoho cizince. Většina se hlásila k římskokatolické církvi, ale devět lidí bylo evangelíky, deset jich patřilo k církvi československé, jeden k nezjišťovaným církvím a jeden člověk byl bez vyznání.
| | 1869 | 1880 | 1890 | 1900 | 1910 | 1921 | 1930 | 1950 | 1961 | 1970 | 1980 | 1991 | 2001 | 2011 |
| --- | ---- | ---- | ---- | ---- | ---- | ---- | ---- | ---- | ---- | ---- | ---- | ---- | ---- | ---- |
| Obyvatelé | 187  | 174  | 163  | 223  | 214  | 206  | 239  | 99   | 115  | 99   | 89   | 45   | 60   | 45   |
| Domy | 32   | 33   | 33   | 37   | 39   | 41   | 55   | 34   | .    | 24   | 23   | 27   | 28   | 38   |
| Tabulka zahrnuje údaje osad Dolní Dubičná a Horní Dubičná. Počet domů z roku 1961 je zahrnut v domech místní části Konojedy. |      |      |      |      |      |      |      |      |      |      |      |      |      |      |

## Pamětihodnosti

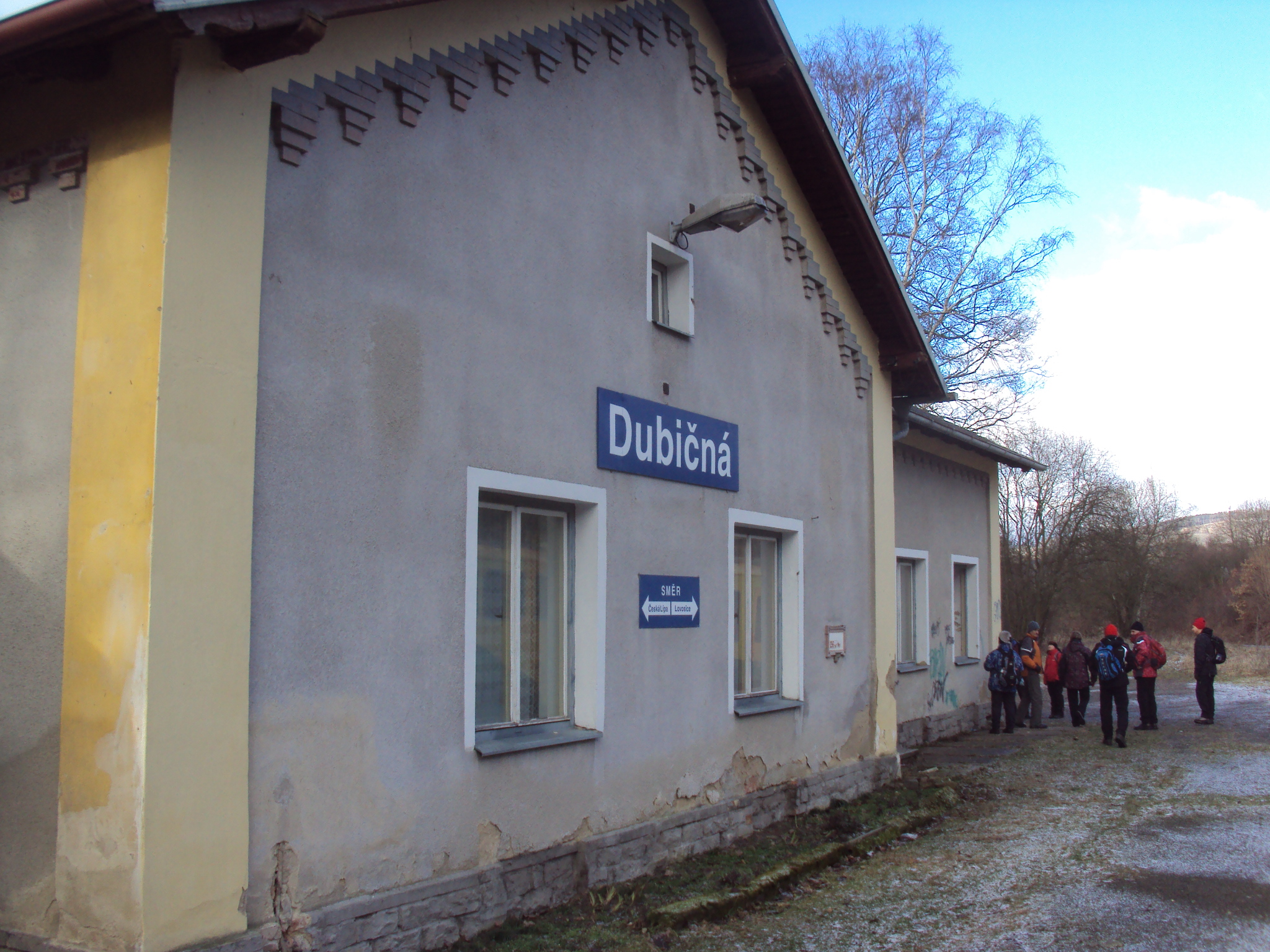
Železniční zastávka v Dubičné

- Usedlost čp. 1
- Domy čp. 34 a 35
- Památná lípa malolistá